# Tylko mnie kochaj
Tylko mnie kochaj – polska komedia romantyczna z 2006 roku w reżyserii Ryszarda Zatorskiego. Została nagrodzona Bursztynowym Lwem na Festiwalu Filmowym w Gdyni dla najbardziej dochodowego filmu roku, a także otrzymała nominację do Orła za najlepsze kostiumy.
Film był kręcony od sierpnia do października 2005 roku w Warszawie, Sopocie i Gdyni.

## Fabuła
Michał jest współwłaścicielem firmy architektonicznej. Żyje w luźnym związku z Agatą, która jest drugim współwłaścicielem firmy. Do drzwi apartamentu Michała puka siedmioletnia dziewczynka, Michalina, która twierdzi, że jest jego córką. Michał na początku nie chce uwierzyć w słowa dziecka, jednak potem okazuje się, że mówiła prawdę. Mężczyzna postanawia odnaleźć matkę dziewczyny.

## Obsada
- Maciej Zakościelny – Michał
- Agnieszka Grochowska – Julia
- Tomasz Karolak – Ludwik
- Jan Frycz – prezes
- Agnieszka Dygant – Agata
- Julia Wróblewska – Michalina
- Przemysław Sadowski – Czesław, oficer policji
- Dominika Kluźniak – Łucja
- Marcin Bosak – Antoni
- Grażyna Szapołowska – babcia
- Wojciech Solarz – Romeo
- Iwona Wszołkówna – sąsiadka
- Bartosz Żukowski – posterunkowy
- Joanna Jabłczyńska – kelnerka

ze specjalnym udziałem Artura Żmijewskiego i Danuty Stenki.

## Opinie
Film stał się przebojem w polskich kinach, gdzie obejrzało go ponad 1,6 mln widzów. Tylko mnie kochaj spotkało się jednak z nieprzychylnymi reakcjami krytyków – zarzucano filmowi naiwność i przewidywalność scenariusza, płytkość postaci, nachalność product placement, słabą grę aktorską oraz idealizowanie rzeczywistości. Chwalono natomiast zdjęcia oraz rolę Julii Wróblewskiej.